# Фелтон (Калифорнија)
Фелтон (енгл. Felton) насељено је место без административног статуса у америчкој савезној држави Калифорнија.

## Демографија
По попису из 2010. године број становника је 4.057, што је 3.006 (286,0%) становника више него 2000. године.
| Група             | 2000.       | 2010.         |
| Белци             | 915 (87,1%) | 3.513 (86,6%) |
| Афроамериканци    | 7 (0,7%)    | 25 (0,6%)     |
| Азијати           | 15 (1,4%)   | 69 (1,7%)     |
| Хиспаноамериканци | 75 (7,1%)   | 283 (7,0%)    |
| Укупно            | 1.051       | 4.057         |